# Campionato Internazionale 1910-1911
La stagione 1910-1911 è stato il terzo Campionato Internazionale, e ha visto campione il Club des Patineurs Lausanne.

## Scontri
| Leysin 21/22 gennaio 1911 | La Villa Ouchy | 9 – 1 referto | Akademischer EHC Zürich |  |

| Leysin 21/22 gennaio 1911 | Bellerive Vevey | 8 – 4 referto | CP Lausanne |  |

### Semifinali
| Leysin 21/22 gennaio 1911 | La Villa Ouchy | 2 – 3 referto | CP Lausanne |  |

### Finale
| Leysin 21/22 gennaio 1911 | Bellerive Vevey | 4 – 6 referto | CP Lausanne |  |

## Verdetti
| Campionato Internazionale 1910-1911 | Campionato Internazionale 1910-1911 |
| ----------------------------------- | ----------------------------------- |
| Campionato Internazionale           | CP Lausanne                         |